# Karl Hemprich
Karl Hemprich (* 17. Dezember 1867 in Barneberg; † nach 1931) war ein deutscher Pädagoge.

## Leben
Hemprich wurde als ältestes von sieben Kindern eines Bergmanns geboren. Ab 1873 lebte er in Döllingen bei Elsterwerda, wo sein Vater als Steiger in der Braunkohlengrube Elisabeth arbeitete. Im Alter von 14 Jahren besuchte er die Seminarvorschule in Vorbereitung auf die Lehrerseminarschule, deren Aufnahmeprüfung er als 16-Jähriger bestand. In den Jahren 1884 bis 1887 absolvierte er am Elsterwerdaer Lehrerseminar eine Ausbildung als Pädagoge und übernahm noch 1887 in Bennstedt seine erste Anstellung als Lehrer.  Im Dorf fiel seine Lehrtätigkeit auf, da er anders als üblich von der Prügelstrafe keinen Gebrauch machte. 1890 übernahm er auch die Funktion als Kantor und Organist. Er befasste sich mit Schriften Friedrich Wilhelm Dörpfelds und Johann Friedrich Herbarts. Hemprich befasste sich auch mit philosophischen Fragen und wurde vom Pfarrer aus Wansleben am See, Otto Flügel unterrichtet. Vermittelt durch Flügel trat Hemprich in den Verein für wissenschaftliche Pädagogik ein. Er legte seine zweite Lehrerprüfung, Mittelschullehrer- und Rektorprüfung ab. Er erarbeitete einen eigenen Lehrplan, der jedoch zunächst nicht, dann probeweise für ein Jahr genehmigt wurde. Nach einer Revision ließ man ihm weitgehend freie Hand. Er bezog in seinen Unterricht die freie Natur und auch das familiäre Leben der Kinder ein. Er begründete eine Elternschule.
In Bennstedt lernte er seine Frau Gertrud Wächter, die jüngste Tochter des Kantors, kennen. Nach zwölf Jahren verließ er Bennstedt, um an anderer Stelle seine Reformpädagogik besser umsetzen zu können. So ging er trotz Verschlechterung seines Gehalts nach Freyburg (Unstrut). Er gründete einen Jugendverein, setzte sich für Leibesübungen ein und engagierte sich in der Jugendpflege. Außerdem veröffentlichte er eine Vielzahl von Aufsätzen und Schriften. Hemprich kritisierte die Vergabe von Zensuren. Er war jedoch auch für eine militärische Ausbildung der Jugend und der vom Staat gewünschten Abwehr sozialistischer Einflüsse offen. Als für die Regierungsbezirke Merseburg und Erfurt eine Zentralstelle für die Jugendarbeit gebildet wurde, ernannte man Hemprich zum Leiter. In dieser Funktion ging er 1908 nach Naumburg (Saale) und wurde Rektor der dortigen Knabenvolksschule. Ab 1911 war er Bezirksjugendpfleger. 1914 wurde er Seminaroberlehrer und nach Merseburg versetzt, wo er sich weitgehend seiner Funktion als Bezirksjugendpfleger widmen konnte. Er arbeitete auch in der weiblichen Jugendpflege und begründete auch einen Mädchenbund.
1917 begann Hemprich mit der Durchführung der Merseburger Lehrgänge. Außerdem gab er die Merseburger Blätter heraus. 1919 erwarb er das Fischhaus am Gotthardteich Herzog Christian, in dem er ein Jugendheim einrichtete. In einer weiteren Einrichtung, dem Alten Kloster, richtete er eine Jugendherberge, Jugendwerkstätten und Versammlungsräume ein. Außerdem begründete er in Eckartsberga, der Dübener Heide und in Meisdorf im Selketal Landjugendheime. 1927 wurde eine von ihm gegründete Jugendherberge bei Naumburg als Vater-Hemprich-Haus benannt.
1930 verstarb seine Ehefrau. Hemprich verzog 1931 nach Eckartsberga. Dort begründete er Unterrichtskurse für Arbeitslose.

## Werke
- Was der Jugend und dem Volke gehört
- Wanderblätter für den Kreis Eckartsberga
- Spielpeterle und Ratefritze
- Wie man Ortsausschüsse für Jugendpflege bildet und Jugendvereine gründet, 1912
- Jung Deutschlands Feierabend, 1913
- Handbuch und Wegweiser für die Arbeit in der Jugendpflege, 1914
- Die militärische Vorbereitung der Jugend während des mobilen Zustandes, 1914
- Handbuch der Belehrung, Übung und Unterhaltung in Jugendkompagnien, 1915
- Die Jugendpflege während des Kriegszustandes, 1915
- Grundzüge der Jugenderziehung u. Jugendpflege für Gegenwart und Zukunft, 1916
- Deutsches Liederbuch, 1916
- Die schönsten Zimmer- u. Gesellschaftsspiele f. Jugendvereine aller Art, 1918
- Die Organisation der Jugendpflege, 1918
- Hermann Löns im Jugendverein und auf Volksbildungsabenden, 1919
- Zwanzig Sing- und Volkstänze, 1921
- Wie ich zu meiner Elternschule kam, nebst Merkblättern f. d. Erziehung d. Kinder u. d. Jugend besonders über d. sexuelle Erziehung, 1921
- Das Merseburger Jugendheim "Herzog Christian", 1924
- Für und wider das Arbeitsdienstjahr und was nun?, 1925 (beteiligt)
- Jugendbewegung und Jugendwohlfahrt, 1925 (beteiligt)
- Was der Lehrgang will, 1926
- Vom Kostbaren in der Nähe, 1926
- Jugend- und Laienspiele, 1926
- Johann Heinrich Pestalozzi und wir, 1927
- Die Freizeit der merktätigen Jugend in Oesterreich, 1927
- Mein Leben soll eine Wanderschaft werden, 1929
- Volkslieder, 1931
- Grundzüge des Lehrplanes für den Unterricht im freiw. Arbeitsdienst im Landjugendheim Eckartsberga i. Thür., 1932
- Unsere Wehr : Rundbrief d. Vertrauensmannes u. Beauftragten f. apologetische u. Schulungsarbeit in d. Provinz Sachsen, 1936 bis 1938 (Herausgeber)
- Wanderbücher für Jugend und Volk (Herausgeber)
- Zur Volksschulpädagogik : Eine Sammlung von Abhandlungen u. Aufsätzen aus d. Gebiete d. wissenschaftlichen u. praktischen Volksschulpädagogik, d. Jugendfürsorge u. d. Fortbildung des Lehrers (Herausgeber)